# Gaëlle Heureux
Œuvres principales
- Sanglier noir, pivoines roses (Nouvelles, 2014)
- Un destin miniature (Roman, 2015)

Gaëlle Heureux (née à Bourg-en-Bresse, le 27 décembre 1970) est une écrivaine et chroniqueuse radio française contemporaine.

## Biographie
Elle suit des études de droit (maîtrise à l'Université Lyon III) et de psychologie (licence à l'Université Lyon II). 
Elle est l'autrice de trois ouvrages, deux publiés par les éditions de la Table Ronde et un troisième aux éditions Antidata.

## Nominations et récompenses
- 2014 : Prix SGDL Société des gens de lettres du premier recueil de nouvelles, pour  Sanglier noir, pivoines roses[1].
- 2015 : Finaliste du Prix de la Closerie des Lilas 2015, pour Un destin miniature[2].
- 2017 : Prix littéraire des jeunes européens - étudiants francophones 2017, pour Un destin miniature[3].

## Œuvres
- Sanglier noir, pivoines roses (Nouvelles). (La Table Ronde, 2014).  Prix SGDL du premier recueil de nouvelles.
- Un destin miniature (La Table Ronde, 2015).
- Les nuits d'argile (Nouvelles). (Antidata, 2025).